# تشاويانغ
تشاويانغ (بالصينية: 朝阳市 )‏ هي مدينة على مستوى محافظة، في جمهورية الصين الشعبية، تتبع لياونينغ، تبلغ مساحتها 19,730.5 كيلومتر مربع، رمزها البريدي هو 122000.

## مدن توأم
المدن التوأم:
- أوبيهيرو، هوكايدو
- ميته.

## التقسيمات الإدارية
- Shuangta District [الإنجليزية]‏
- Longcheng District [الإنجليزية]‏
- Chaoyang County [الإنجليزية]‏
- Jianping County [الإنجليزية]‏
- Harqin Left Wing Mongolian Autonomous County [الإنجليزية]‏
- بايبياو  [لغات أخرى]‏
- لينغيوان.

## أعلام
- جيانغ جينغ